# Rocky Mountain Horse
El Rocky Mountain Horse es una raza de caballo de las Montañas Rocosas de Estados Unidos de colores claros como el chocolate. Alrededor de la vuelta del siglo XX, un caballo joven que pronto será llamado caballo de las Montañas Rocosas apareció en el este de Kentucky que dio lugar a una línea de caballos apreciados en Norteamérica y en Europa. En la granja de Sam Tuttle en Spout Springs Kentucky, había una caballo "Tobe Antiguo". A pesar de que Tobe Antiguo era un semental, llevó a los corredores sin vacilar. Engendró a muchos buenos caballos hasta la edad de 37 años, y muchos de los caballos de las Montañas Rocosas presentes llevan su línea de sangre. 

## Historia

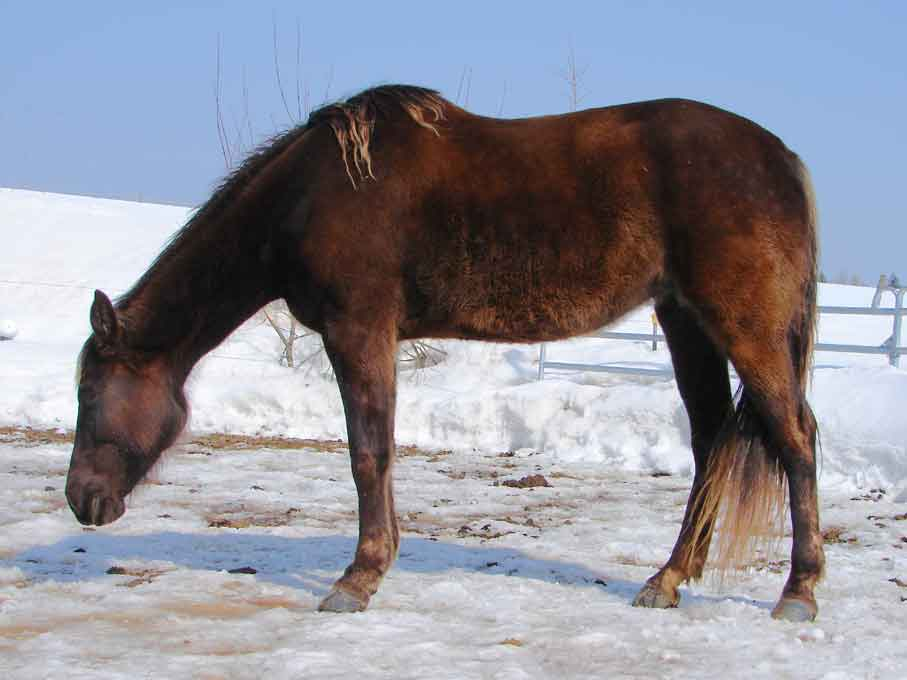

Las características básicas de la raza son un tamaño medio, temperamento apacible, con una fácil andadura, de cuatro tiempos. Esta marcha se hizo en las granjas y colinas escarpadas de las Montañas Apalaches. Era un caballo para todas las estaciones. Podría tirar de los arados en los campos pequeños, el ganado de trabajo, ser montado a pelo, o estar amarrado a un carro defectuoso. Debido a su crianza resistente, tolera inviernos en Kentucky con un mínimo refugio. Naturalmente, el cruce con caballos locales se produjo, pero las características básicas de una línea genética fuerte han continuado. 
En el verano de 1986, como una forma de preservar la raza, una serie de personas se reunieron para formar el Rocky Mountain Horse Association (RMHA) como una corporación sin fines de lucro en el estado de Kentucky. La asociación estableció un registro de la raza y formó un panel de examinadores para proporcionar una supervisión vigorosa para el crecimiento y el desarrollo de la raza.

## Características

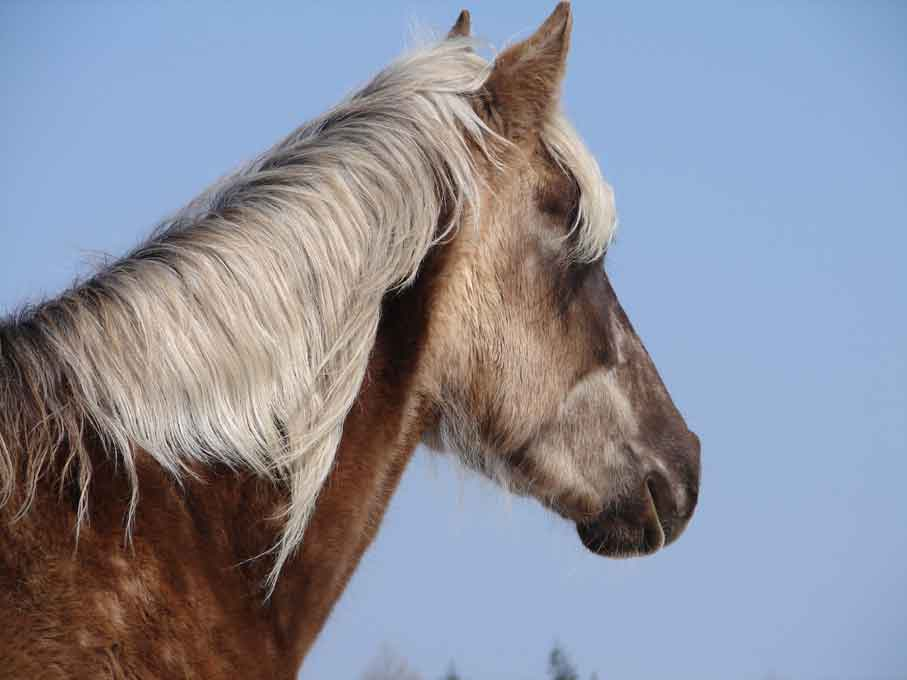

Las características establecidas de la raza son las siguientes: 
1. El caballo mide entre 1,45 m y 1,63 m en la cruz. Elegante, con una mirada franca. Debe haber una amplia gama de pecho inclinada 45 grados en el hombro con ojos negros, y así en forma de oídos. La raza es conocida por su coloración característica: marrón chocolate y la melena rubia y la cola, una expresión de la común genética tordillo plata. Pero los caballos de las Montañas Rocosas pueden ser de cualquier sólido del color del pelaje equino.
2. El caballo debe tener un natural andar de cuatro tiempos de andar (solo pie o bastidor), sin evidencia de estimulación. Cuando el caballo se mueve puede contar con cuatro golpes distintos cascos que producen una cadencia de ritmo igual, al igual que un paseo: la izquierda delantera trasera, izquierda, derecha trasera, delantera derecha. Cada caballo tiene su particular propio ritmo y manera natural de andar, anda desde 7 hasta 20 kilómetros por hora. Este es un paso natural, presente desde el nacimiento, que no requiere ningún tipo de ayuda de entrenamiento o dispositivos de acción.
3. El caballo debe tener un buen temperamento y deben ser fáciles de manejar.
4. Todos los caballos de las Montañas Rocosas tienen un color sólido. Las marcas faciales son aceptables siempre y cuando no sean excesivas. No puede ser de cualquier color blanco por encima de la rodilla o el corvejón.
5. La raza es conocida por su delicadeza, a menudo se compara con el perro perdiguero de oro como una forma de describir su disfrute inusual de la compañía humana. Se trata de un portero fácil y un caballo maravilloso con un corazón fuerte y mucha resistencia. Hoy en día el caballo de las Montañas Rocosas está siendo utilizado como caballo de placer, para la pista de equitación, en el ring y para la resistencia.